# Aleksiej Sokołow (1900–1970)
Aleksiej Gawriłowicz Sokołow (ros. Алексей Гаврилович Соколов, ur. 11 lutego 1900, zm. ?) – radziecki działacz partyjny i państwowy.
Od 1928 należał do WKP(b), od czerwca 1938 do 1939 był szefem obwodowego oddziału finansowego w Smoleńsku, a od 6 października 1950 do lutego 1953 przewodniczącym Komitetu Wykonawczego Smoleńskiej Rady Obwodowej.